# Paul von Bruns
Paul von Bruns (Tubinga, 2 luglio 1846 – Tubinga, 2 giugno 1916) è stato un chirurgo tedesco.

## Biografia
Nacque a Tubinga ed era figlio del chirurgo Victor von Bruns. Suo suocero era il teologo protestante Karl Heinrich Weizsäcker.
Bruns nacque il 2 luglio 1846. Nel 1882, Bruns divenne direttore della clinica chirurgica di Tubinga, nonché professore ordinario all'Università. Fu autore di numerose opere su argomenti medici - laringotomia per la rimozione di escrescenze nella laringe, osteomielite acuta, ferite da arma da fuoco, operazioni sugli arti e trattamento dei gozzi, per citarne alcuni.
Nel 1885, fondò Beiträge zur klinischen Chirurgie (Contributi alla chirurgia clinica), e fu il suo editore fino alla sua morte. Con Ernst von Bergmann (1836-1907) e Jan Mikulicz-Radecki (1850-1905), pubblicò Handbuch der Chirurgie in quattro volumi. Morì - 2 giugno 1916 a Tubinga.